# Chillcottomyia zhuae
Chillcottomyia zhuae är en tvåvingeart som beskrevs av Yang 2006. Chillcottomyia zhuae ingår i släktet Chillcottomyia och familjen puckeldansflugor. Inga underarter finns listade i Catalogue of Life.